# Brothomstates
Brothomstates is een pseudoniem van de Finse artiest Lassi Nikko. Na een lange tijd actief te zijn geweest in de Finse demo-scene (onder de alias Dune) is Lassi Nikko definitief naar de elektronische muziek overgestapt in 2000, met een 12" op het Finse label Exogenic.

## Gedeeltelijke catalogus
- Kobn-Itch-Ey (MP3 album op Brothomstates.com, 1998)
- Brothomstates 12" (Exogenic, 2000)
- Qtio (Warp Records, 2001)
- Claro, (Warp Records, 2001)